# Penisola di Sõrve
La penisola di Sõrve (Sõrve poolsaar in estone) è una penisola che costituisce l'estremità sud-occidentale dell'isola di Saaremaa in Estonia. La sua lunghezza è di 32 chilometri e la sua larghezza massima di 10 chilometri. A sud si apre lo stretto di Irbe, la principale via d'accesso al golfo di Riga dal mar Baltico. 
Storicamente parlando la penisola ha sempre avuto una grande importanza militare per via della sua posizione dominante sullo stretto di Irbe e sulla rotta marittima verso Riga. All'inizio del XX secolo delle forti batterie costiere furono installate dall'Impero russo e ivi rimasero fino al 1917 (quando furono prese dai tedeschi); negli anni 40 i sovietici tornarono poi a posizionarne altre. Durante la seconda guerra mondiale la penisola è stata teatro di importanti combattimenti tra i sovietici e i tedeschi, dapprima nel 1941 con un'offensiva tedesca e poi nel 1944 con l'operazione Moonsund sferrata, questa volta, dai sovietici. Ancora oggi è pericoloso addentrarsi nelle aree boschive a causa di ordigni inesplosi. 
La penisola di Sõrve è altrettanto nota per la sua fauna e la sua flora incontaminate. 
Sono circa 400 i residenti permanenti, di cui la maggioranza sono pensionati. Prima della guerra si trattava della regione più densamente popolata dell'Estonia.
All'estremità meridionale si trova il faro di Sõrve, la maggiore attrattiva turistica della penisola.